# Marcin Poczobutt-Odlanicki
Marcin Poczobutt-Odlanicki herbu Pogonia, SJ, inna forma nazwiska: Poczobut, (ur. 30 października 1728 w Słomiance, zm. 20 lutego 1810 w Dyneburgu) – starolitewski i polski matematyk, astronom, poeta, jezuita, dziekan kapituły smoleńskiej w 1789, członek Rady Narodowej Litewskiej w 1794 roku.

## Życiorys
Urodził się w Słomiance (pow. grodzieński), jako syn Kazimierza, krajczego grodzieńskiego, i Heleny z Hlebowiczów.
Nauki pobierał m.in. w Polsce (od roku 1738 w kolegium jezuitów w Grodnie, tam też wstąpił do ich nowicjatu w roku 1745), Pradze (1754–1756: greka, matematyka i astronomia), Berlinie (1760), Francji (Marsylia 1761–1762, gdzie współpracował z astronomem E. Pézénas oraz Awinion 1763) i we Włoszech (prawdopodobnie Rzym). W latach 1751–1753 nauczał w szkołach zakonnych w Połocku i Wilnie. W roku 1756 powrócił do Wilna, gdzie nauczał greckiego i matematyki, studiując równocześnie teologię. W roku 1760 wyjechał ponownie za granicę, aby kontynuować swą edukację. 
W roku 1764 powrócił do Polski przez Florencję, Wenecję i Wiedeń. Wkrótce potem otrzymał tytuł profesora matematyki i astronomii, a w latach 1780–1799 był rektorem Szkoły Głównej Litewskiej. Przebudował w latach 1770–1772 obserwatorium astronomiczne w Wilnie (budowę rozpoczął w 1753 Tomasz Żebrowski). Pod jego kierownictwem (od 1764) obserwatorium stało się znane w całej Europie. Prowadził regularne obserwacje astronomiczne, z których najważniejsze (m.in. 60 wyznaczeń pozycji Merkurego) wykorzystał francuski astronom Jérôme Lalande do obliczenia orbit i stworzenia tablic ruchu planet. Reformator Szkoły Głównej Litewskiej. 
W czasie powstania kościuszkowskiego podpisał akt powstania narodu litewskiego i na rzecz powstania przekazał 9000 złotych polskich oraz miesięczny dochód z Mostu Zielonego, którego był zarządcą. 
Przed powrotem do jezuitów białoruskich przekazał (1807) kierownictwo obserwatorium Janowi Śniadeckiemu. Następnie wyjechał do Dyneburga, gdzie odnowił śluby zakonne.
Był kawalerem Orderu Orła Białego (od 1793) i Orderu Świętego Stanisława (od 1785), został odznaczony złotym medalem „Merentibus” w 1775. Tytuł astronoma królewskiego otrzymał w 1766. Członek Królewskiej Akademii Nauk w Londynie, Towarzystwa Przyjaciół Nauk w Warszawie, korespondent Francuskiej Akademii Królewskiej.

## Twórczość
W roku 1777 w wydanym przez siebie dziele Cahiers des observations astronomiques faites à l’observatoire royal de Vilna en 1773... ogłosił o odkryciu nowej konstelacji, którą nazwał na cześć króla Stanisława Augusta Poniatowskiego Ciołkiem Poniatowskiego. Poczobutt-Odlanicki zajmował się także pomiarem szerokości i długości geograficznej miast na podstawie zaćmień Słońca i Księżyca.

### Ważniejsze dzieła
1. Rym do Załuskiego, brak miejsca i roku wydania; także w: Ad Illustrissimum Excellentissimum ac Reverendissimum Dominum D. Josephum... Załuski... anno... 1760, brak miejsca i roku wydania
2. Obserwacje astronomiczne t. 1–34, powst. w latach 1762–1808; fragmenty pt. Observations commencées à Marseille et continuées à Avignon, ogł. A. H. Paulian w: Traité des prix entre Descartes et Newton, Avignon 1763; fragmenty ogł. M. Hell, „Ephemerides Astronomicae” (Wiedeń) 1768, 1777; obserwacje z roku 1773 ogłosił pt. Cahiers des observations astronomiques faites à l’Observatoire Royal de Vilna en 1773, présentés au Roi, Wilno 1777; obserwacje nad konstelacją Ciołka Poniatowskiego ogłosił pt. Observationes ad determinandam postionem 16 stellarum e quibus constellatio Vitelli Poniatoviani formatur, „Ephemerides Astronomicae” (Berlin) 1785; obserwacje zaćmienia księżyca ogł. „Gazeta Warszawska” 1791 nr 87 Suplement; obserwacje zaćmienia słońca dokonane wraz z Janem Śniadeckim ogł. „Gazeta Warszawska” 1793 nr 77 Suplement; obserwacje planetoidy Ceres ogł. „Kurier Litewski” kwiecień 1802 i „Gazeta Warszawska” 1802; przedr. F. K. Zach, prawdopodobnie w „Monatl. Correspondenz zur Beförderung der Erd- und Himmelskunde” lipiec 1802
3. Calculus eclipsis lunaris quae accidit die 24 Febr, 1766, pro Observatorio Academico Vilnensi Societatis Jesu institutus (Wilno 1766)
4. Materia tentaminis mathematici ex trigonometria plana (Wilno) 1766
5. Oratio habita... 8 kal. Decembris a. 1781, „Universitas et Academia Vilnensis”, Wilno (1781)
6. Do Najjaśniejszego Pana Stanisława Augusta, „Pamiątka stoletnia zwycięstwa pod Wiedniem przez Jana III króla polskiego nad Turkami otrzymanego r. 1683. Z woli Prześwietnej Komisji Edukacji Narodowej przez Szkołę Główną W. Ks. Litewskiego uroczyście obchodzona d. 11 i 12 października r. 1783”, Wilno (1784)
7. Kalendarz akademicki na rok od d. 1 października 1787 r. do dnia 1 października 1788 t., Wilno (1787)
8. Wiadomość o funduszu i dochodach szpitala i probostwa Św. Trójcy w mieście stołecznym W. Ks. Litewskiego Wilnie będącego, prześwietnej Komisji Województwa Wileńskiego do wyprowadzenia podatku ofiary na wojsko przeznaczonej, danadnia 21 września roku 1789 (Wilno 1789); przedr. „Dzieje Dobroczynności Krajowej i Zagranicznej” 1823, s. 162–180 (oprac. razem z T. Kundziczem)
9. Przemowa na posiedzeniu publicznym Szkoły Głównej W. Ks. Litewskiego dnia 1 lipca 1791 miana i druga przemowa miana na posiedzeniu dnia 3 maja 1792, brak miejsca i roku wydania, inform. J. Bieliński (t. 3, s. 47)
10. Clementia Alexandri Primi maior rebus gestis Alexandri Magni, carmen, „Sesja publiczna Uniwersytetu i Akademii Wileńskiej w dzień uroczystego w Wilnie obchodu koronacji... Aleksandra I”, Wilno 1801 (wiersz w jęz. polskim i łacińskim); przedr. M. Baliński: Dawna Akademia Wileńska, Petersburg 1862, s. 540
11. Ad Augustum Imperatorem Alexandrum I carmen lectum in publico consessu imperator. Universit. Vilnensis, Wilno (1803); także Petersburg 1803 (wraz z przekł. rosyjskim); przedr. M. Baliński: Dawna Akademia Wileńska, Petersburg 1862, s. 542–545; przekł. rosyjski: Petersburg 1803 (wraz z oryginałem łacińskim)
12. O dawności Zodiaku egipskiego w Denderach, Wilno 1803; także „Rocznik Towarzystwa Warszawskiego Przyjaciół Nauk” t. 3 (1804); przekł.: francuski, Wilno 1803; rosyjski, Petersburg(?) 1804.

Poczobutt przez ćwierć wieku wydawał „Kalendarz Wileński Polityczny” (od roku 1774 do końca lat 90. wieku XVIII).

### Przekłady
1. A. C. Clairaut: Początki geometrii, Wilno 1772
2. Grzegorz z Nazjanzu: Threnus quo cupit dissolvi et esse cum Christo rudi Minerva Latine redditus, brak miejsca i roku wydania; na karcie tytułowej obok tytułu łacińskiego – grecki tytuł oryginału; teksty: grecki, tłum. łacińskie, parodia łacińska i polska; autorstwo przekł. niepewne, co suponuje Estreicher XXIII (1910), 71–72.

### Listy i materiały
1. Do Stanisława Augusta z roku 1766 i lat następnych, rękopis: Biblioteka Czartoryskich, sygn. 654
2. Do J. Chreptowicza z lat 1768–1805, wykorzystał i liczne fragmenty ogł. M. Baliński w: Ks. M. Poczobut. Obraz życia akademickiego (do 1785), „Teka Wileńska” 1858, t. 5–6, także przedr. i rozszerzone (do 1805) w: Dawna Akademia Wileńska, Petersburg 1862 (tu poza listami cytowanymi w rozdziałach – obszerny aneks zawierający listy: od A. Wagnera z 16 czerwca 1762; do J. Chreptowicza po 3 października 1787, z 19 lutego, 2 marca i 1 października 1803, z 23 stycznia 1805; do Jana Śniadeckiego z 4 kwietnia 1793 i 26 grudnia 1801; w niektórych listach wiersze); list z 22 września 1773 (tu w postscriptum projekt utworzenia towarzystwa literackiego, zobacz poz. 16) ogł. S. Załęski: Jezuici w Polsce t. 5, cz. 1, Kraków 1906, s. 64–65 (przypis); fragmenty 25 listów z lat 1781–1782 pt. Listy M. Poczobuta do J. Chreptowicza. Z Archiwum hr. K. Przeździeckiego, ogł. „Kronika Rodzinna” 1883, s. 362–371; prawdopodobnie do J. Chreptowicza adresowany był także list z 4 listopada 1804, ogłoszony pt. List J. X. M. Poczobuta astronoma w Wilnie do J. C., „Nowy Pamiętnik Warszawski” t. 16 (1804), s. 232–234 (w liście wiersz)
3. Do różnych adresatów 260 listów z lat 1768–1808, m.in. do Jana Śniadeckiego, do I. Massalskiego, rękopis: Biblioteka Jagiellońska, sygn. 3119; list z 25 marca 1788 (do J. Śniadeckiego) znajduje się również w Ossolineum, sygn. 968/I; Biblioteka PAN Kraków, sygn. 165; fragm. listu do I. Massalskiego z 16 grudnia 1768 ogł. S. Bednarski: Upadek i odrodzenie szkół jezuickich w Polsce, Kraków 1933, s. 437; listy do Jana Śniadeckiego z 25 marca 1788, z 2 lutego 1803, 14 marca i 21 kwietnia 1804, fragm. z roku 1808; od J. Śniadeckiego z 16 lutego 1788, 15 grudnia 1792, 27 sierpnia i 22 października 1808 oraz fragm. listu do J. Chreptowicza z 17 września 1805, ogł. M. Baliński w: Pamiętniki o Janie Śniadeckim t. 1–2, Wilno 1865 (1864–1865); list z 2 lutego 1803 przedr. M. Chamcówna w: J. Śniadecki: O Koperniku, Wrocław (1955) „Biblioteka Narodowa” seria I, nr 159; 2 listy do Jana Śniadeckiego ogł. M. Baliński: Dawna Akademia Wileńska jak wyżej poz. 2; liczne fragm. listów do Jana Śniadeckiego z lat 1795–1797 ogł. i wykorzystał A. Wrzosek w: Jędrzej Śniadecki. Życiorys i rozbiór pism t. 1, Kraków 1910 (tu również wzmianka o liście od Jędrzeja Śniadeckiego z okresu lipiec-sierpień 1797)
4. Do A. Naruszewicza 2 listy z Wilna z 5 września 1778 i 19 września 1789, od A. Naruszewicza 6 listów z lat 1774–1789; listy od A. Naruszewicza i fragm. do A. Naruszewicza z 19 września 1789 ogł. E. Rabowicz: Inedita Adama Naruszewicza, „Pamiętnik Literacki” rocznik 49 (1958), zeszyt 3; przedr. i uzupełnił listem z roku 1778 J. Platt w: Korespondencja Adama Naruszewicza, 1762–1796, Wrocław 1959
5. Do J. Mickiewicza z roku 1795, rękopis: Biblioteka Jagiellońska, sygn. 1001
6. Do F. Karpińskiego z 28 czerwca 1799, treść listu podał K. W. Wójcicki: Franciszek Karpiński, „Kłosy” 1869, t. 9, nr 218; z autografu Biblioteki PAN Kraków, sygn. 718 wyd. T. Mikulski, R. Sobol w: Korespondencja Franciszka Karpińskiego z l. 1763–1825, Wrocław 1958 „Archiwum Literatury” nr 4
7. Od różnych adresatów 147 listów z lat 1771–1779, m.in. od: J. Chevalier, A. Skorulskiego, J. Strzeckiego; rękopis: Biblioteka Uniwersytetu Wileńskiego, sygn. 2782
8. Od Stanisława Augusta z roku 1772, rękopis: Biblioteka Czartoryskich, sygn. 714
9. Od różnych adresatów, m.in. od: F. Paprockiego z 28 i 30 września 1772; D. Pilchowskiego i M. Hella z roku 1774; rękopis: Biblioteka Czartoryskich (Archiwum Kuratorii Wileńskiej – zbiory nieuporządkowane); 2 drobne fragm. cytował i o innych wspominał S. Bednarski jak wyżej poz. 3
10. Od różnych adresatów z lat 1776–1793, rękopis: Biblioteka Uniwersytetu Wileńskiego (depozyt Biblioteka Czartoryskich 32, 38–51, 108)
11. Od J. Bernoulli z 23 października 1778, z autografu ogł. J. Bieliński: Uniwersytet Wileński (1579–1831) t. 3, Kraków 1899–1900, s. 43–44
12. Od F. Karpińskiego z 6 sierpnia 1787, ogł. J. Kliński: Nieznany list Fr. Karpińskiego, „Rocznik Towarzystwa Przyjaciół Nauk w Wilnie” t. 3 (1909, wyd. 1910); przedr. T. Mikulski, R. Sobol jak wyżej poz. 6
13. Od Jana Śniadeckiego z lat 1788–1793, wyd. M. Chamcówna, S. Tync w: Korespondencja Jana Śniadeckiego. Listy z Krakowa t. 2: 1787–1807, Wrocław 1954 (tu też wzmianki o listach z roku 1802 i korespondencji z J. J. de Lalande; zobacz także poz. 1)
14. Od F. Karpińskiego z 20 maja 1792, ogł. J. Platt w: Karpinsciana wileńskie w zbiorze: Miscellanea z doby Oświecenia 2, Wrocława 1965 „Archiwum Literatury” nr 9
15. Od Jana Śniadeckiego 2 listy, prawdopodobnie z lat 1808–1809; rękopisy znajdowały się w Zbiorach Jaszuńskich, odpisy L. Kamykowskiego w Bibliotece PAN Kraków, sygn. 2811-2816 (Korespondencja Jana Śniadeckiego. Listy z Wilna, t. 3: 1807–1830)
16. Pro memoria z Wilna. Streszczenie projektu M. Poczobuta dot. założenia towarzystwa literackiego, zawarte w liście A, Naruszewicza do Stanisława Augusta z Warszawy po 22 września 1773; ogł. B. Suchodolski: Nauka polska w okresie Oświecenia (Warszawa) 1953, s. 311–317; przedr. J. Platt jak wyżej poz. 4 (zobacz także poz. 2).

## Upamiętnienie
W roku 1919 imieniem Poczobutta nazwano jeden z dziedzińców Uniwersytetu Stefana Batorego w Wilnie. Imię Poczobutta nosi jeden z kraterów na Księżycu. Ponadto, 29 kwietnia 2004 Międzynarodowa Unia Astronomiczna nadała asteroidzie noszącej numer identyfikacyjny 2004 TQ77 nazwę „Poczobut” 
. W Warszawie na Żoliborzu znajduje się ulica Poczobuta.